# Mimirichi
Театр пластической комедии «Mimirichi» (или Мимиричи, Mim-I-Richi), ранее известный как Mimikrichy, (Мимикричи, Mimi-I-Krichi) — украинский театр пантомимы и клоунады, основанный в Киеве в 1980-х годах. В 2000 году коллектив изменил название на Mimirichi, которое расшифровывается как богатая мимика и пластика, именно они помогают актёрам не только привлекать к себе внимание, но и быть разнообразными в своих шоу в любой стране мира, независимо от возрастной категории публики. С гастролями посетили более 45 стран мира — их яркие шоу с видели зрители Европы, США, Южной Америки, Азии, и т. д. Помимо цирковых и театральных постановок, принимали участие в сборных концертах таких мировых звёзд, как Том Джонс, Принс, Джордж Майкл, Ким Уайлд, группы Take That, Opus, Ace оf Base и др. Завоевали первое место на международном конкурсе актёров варьете в Штутгарте (Германия), а со спектаклем «Paper World» Mimirichi стали золотыми призерами Эдинбургского театрального фестиваля Fringe в 2004 году. В 2006 году были признаны лучшим коллективом года в Манчестере (Великобритания).

## История
Название Мимикри́чи имеет отсылки как к мимикрии, подразумевая под ней способность мимов пародировать, так и к словам «мим» и «кричать». Но так как мимы — традиционно «немые» артисты, которые выступают молча, то тут подразумевается кричащая мимика и говорящая пластика.
В состав группы вошли учащиеся студии пантомимы под руководством Владимира Крюкова, которая действовала в 1970-80 х годах при клубе Киевского завода «Точэлектроприбор».
В 1986 году коллектив сформировался в том основном составе, в котором существует и до сих пор. В него вошли: Андрей Гонсалес, Игорь Иващенко, Ростислав Тарабан. Четвёртый участник — Эдуард Юсупов вышел из состава спустя 4 года совместной работы.
Начиная с 1987 года и до появления на мировой сцене, Mimikrichi гастролировали по всей территории бывшего Советского Союза. Победы и призы на разных фестивалях и конкурсах принесли актёрам популярность и в 1989 году коллектив получил статус профессионального театра. С первого тура по Германии, Mimikrichi произвели яркое впечатление на зарубежную публику и вызвали большую заинтересованность в прессе и на телевидении.
На первом съезде в Богнор-Риджис в 1991 году, Mimikrichi вошли во Всемирную Ассоциацию Клоунов (World Clown Association).
Золотой приз на 1-м Международном конкурсе актёров варьете в Штутгарте подтвердил профессионализм театра и правильно направил его в своей творческой работе. Дальше были другие страны и конкурсы, новые награды и достижения, памятные встречи и совместные представления с Mimi-Max, Dimitri, Olli, Gardi Hutter, Jango Edwards, Kolombaoni, Полуниным, «Лицедеями» и многими другими звёздами современности. Наибольший восторг и новый творческий заряд актёры Mimikrichi получили от встречи в Брюсселе в 1997 году с мировым мастером пантомимы Марселем Марсо, который стал для них навсегда духовным наставником и примером величайшего мастерства. Изучая и анализируя творческие работы как Марсо, так и ряда великих комиков, таких как Чарли Чаплин, Бастер Китон, Mimikrichi нашли свой путь, развивая свой оригинальный стиль. Синтезируя цирковой жанр и жанр варьете, коллектив использует театральное искусство представлений, основанное на пантомиме.
Отличительной чертой Театра является импровизация и контакт с публикой, которые они постоянно используют в своих выступлениях. Имея в репертуаре несколько сольных программ, Mimirichi также обладают большим опытом в комбинировании концертов с представлениями других жанров. Например, принимали участие в сборных концертах таких мировых звёзд, Том Джонс, Принс, Джордж Майкл, Ким Уайлд, группы Take That, Opus, Ace оf Base и др.
В 2000 году коллектив изменил название на Mimirichi, которое расшифровывается как богатая мимика и пластика, так как именно они помогают актёрам не только привлекать к себе внимание, но и быть разнообразными в своих шоу в любой стране мира, независимо от возрастной категории публики. С гастролями посетили более 45 стран мира — их яркие шоу с видели зрители Европы, США, Южной Америки, Азии, и т. д.
|  | «На фестивале Fringe в 2004 году Mimirichi были чрезвычайно заметными, зал на 650 мест, каждый вечер был заполнен, а домой артисты привезли целую кипу одобрительных отзывов от ведущих СМИ мира. Известная критика ведущих изданий, которая работала на фестивале, выставила украинским артистам наивысшие оценки: «Бумажный мир» на фестивале добыл звание «Лучшего шоу 2004 года». «Украинское шоу клоунов предлагает самые счастливые 90 минут, — пишет The Guardian. — Здесь вы встретитесь со страхом, с удовлетворением, с детством, публика объединяется в бумажных боях...» «...они выглядят неожиданными и озадаченными, они делят удовлетворение момента, которым является сердце наилучшей клоунады. Игроки идут так далеко, что втягивают публику в своё шоу и очень счастливые подхватывать идеи публики, даже когда эти идеи являются не контролированными» — это уже The Financial Times». |

## Награды
- Золотая улыбка, приз победителей, Одесса (Украина)
- Победители фестиваля им. Л. Энгибарова, Москва (СССР)
- Лауреаты I Всесоюзного конкурса юмора и сатиры (СССР)
- Член Всемирной ассоциации Клоунов, Богнор-Риджис (Великобритания)
- Золотой приз на Первом Международном Фестивале Варьете, Штутгарт (Германия)
- Лауреаты Международного фестиваля юмора, Ароза (Швейцария)
- Призеры Фестиваля профессиональных театров, Киев (Украина)
- Лауреаты Международного фестиваля клоунов и комедий с участием мировых звезд современной клоунады (Европа)
- Серебряный приз Международного фестиваля имени Чарли Ривеля, Барселона (Испания)
- Лауреаты Международного Фестиваля пантомимы, Брауншвейг (Германия)
- Лауреаты Международного фестиваля клоунов, Утрехт (Голландия)
- Лучшая зарубежная группа, Чили (Южная Америка)
- Лучшее шоу фестиваля Fringe, Эдинбург (Шотландия)
- Лауреаты Международных театральных фестивалей: «Nadala L`escante», Валенсия (Испания) и «Temporada alta Girona», Жирона (Испания), и Международного фестиваля искусств, Кордоба (Испания)
- Лауреаты Второго Международного фестиваля «Планета клоунов», Рига (Латвия)
- Генеральный приз фестиваля варьете во Франции
- Лучшая группа года, Манчестер (Великобритания)
- Лауреат и призер Всемирного фестиваля исполнительского и изобразительного искусства, Лахор (Пакистан)
- Призеры Международного фестиваля «Alfil», Мадрид (Испания)

И многие другие.

## Состав
- Андрей Гонзалез — Художественный руководитель, актёр
- Игорь Иващенко — Продюсер, актёр
- Ростислав Тарабан — Актёр
- Кирилл Иващенко — Актёр
- Андрей Журыло — Актёр

## Шоу

### Paper World
Как спектакль сложился в 1993 году и изначально назывался «Paper War». Со временем был переименован на «Paper World».
Бумага — это то, что нас окружает всю жизнь в несметных количествах и выполняет самые различные функции. А ещё белый лист бумаги всегда считался символом бесконечных творческих способностей, что дает невероятную свободу для воображения. Многие произведения искусства начинаются с чистого листа. Клоуны в этом шоу живут в мире, целиком, состоящем из бумаги и доказывают, что лист бумаги скрывает много возможностей, в том числе и для театра. В их мире, бумага превращается в великий источник действия и импровизации. Это даёт возможность создавать свои парадоксальные образы практически из ничего.
|  | Рассказывает композитор и продюсер Александр Спаринский: «Бумажный мир» Mimirichi играют с 1995 года (фактически с 1993 – прим.), но он и до сих пор является интересным и востребованным. Критерий не традиционности сыграл свою роль и на нынешнем фестивале в Эдинбурге. Мы ещё раз убедились в том, что удивить можно лишь чем-то беспрецедентным. Зритель во всем мире и сегодня ценит самобытные элементы, а также чрезвычайно радуется от того, что помогает ему спасаться от одиночества». Образность этого представления под подобные измерения не подлежит. Не подлежит как в целом — шкалу образности пока еще не выдумали, так и в этом конкретном случае. Чистый лист бумаги — это единственный бесконечный образ, который каждый «прочитает» и заполнит по-своему. Каждый раз зрители охотно принимали правила игры «Мимиричей» и, забывая о своих местах в партере, становились соучастниками действа, импровизировали вместе с актёрами и вместе с ними творили уже новое представление. Кстати, эта «понятность» без перевода есть или не самым убедительным доказательством высокого класса «Бумажного мира». |

Цитата из газеты «The Guardian», (Великобритания):
|  | Это зрелище в равной мере изумляет и восхищает. Изысканная неповторимость идеи, оригинальные трюки, высокий профессионализм актёров и постоянный контакт со зрителями принесли «Paper World» любовь и признание мировой публики. Герои спектакля – это три виртуозных комических персонажа, которые, начиная представление с игры теней, увлекают за собой в волшебный и непростой «Бумажный мир» восторженных зрителей. Эти волшебники работают на сцене, не просто воспроизводя клоунские приёмы и проявляя неисчерпаемую фантазию. Они заставляют радоваться жизни, смеяться, задумываться над вечными вопросами добра и зла. Зрители чувствуют себя частью происходящего и с большим разочарованием встречают окончание спектакля. Им хочется, чтобы действие продолжалось. |

По мнению журналистов и критиков английского издания "The Guardian" Lyn Gardner и Brian Logan Paper World завоевал награду "Best Show" на театральном фестивале Fringe в Эдинбурге в 2004 году.

### Plastic Fantastic
Группа клоунов, которые находятся в монохромном мире после катастрофы пытаются окрасить его во множество цветов своим смешным способом. И с помощью физической пантомимы, пластики и импровизации они превращают обычный целлофан в целый новый, цветной мир. Из номера в номер он начинает оживать и приобретать краски.

### Crazy Hats
В основу спектакля положено одно из самых известных произведений датского мастера карикатуры Херлуфа Бидструпа — «Четыре темперамента», в котором удивительно точно показаны основные типы темперамента человека. Клоуны — как карикатуристы, их искусство пантомимы — самый краткий способ выразить суть идеи. На протяжении всего шоу Mimirichi приносят аудитории радость от признания и открытия себя, способность улыбаться и смеяться над собственными недостатками, так как чаще всего люди сочетают в себе несколько различных темпераментов. Словом, как и дети.

### Miniatures
Представление состоит из лучших миниатюр, за которые театр получил множество наград и признание публики в течение своей творческой деятельности. Включает в себя хиты, полюбившиеся зрителям, такие как «Ласты», «Камерный квартет», «Коляска», «Сон», «Барабаны» и др.

## Отзывы критиков
The Scotsman:
|  | Это самые приятные, живые, простодушные и весёлые клоуны, которых я когда-либо видел. Один из них обнял зрителя - и мне было жаль, что это был не я. Но они – это не просто лишь красивые лица. Вещи, которые они могут сделать с бумагой, невероятны: мыши, люди и даже лошади. Это как крупномасштабное оригами. Детям нравились быстрые комические номера и шутки, а взрослые были в восторге от нелепости всего этого. На самом деле, зрителям это так сильно нравилось, что я задавался вопросом, не подосланные ли они! Пожалуйста, приходите посмотреть, особенно если у вас есть дети. А даже если нет, это гарантированное развлечение на бумажной тарелке. |

Metro:
|  | В глубине души Mimirichi прославляют игровой человеческий потенциал – клоуны разыгрывают несколько комедийных номеров-виньеток, воспевающих преобразующую силу бумаги. Под весельем и играми есть что-то глубокое и глубоко волнующее — продолжающееся и выкристаллизовавшееся в потрясающем финале. Проще говоря, большое сердце шоу позволяет вам соприкоснуться не только с собственной человечностью, но и с человечностью ближнего вашего. |

Fest Best:
|  | Все клоуны — опытные мимы, комики и акробаты, им фантастически удаётся построить увлекательное и веселое представление на обычной бумаге. Отлично подходит как для детей, так и для взрослых, Mimirichi одновременно волшебные и шумные - просто убедитесь, что вы даете этим клоунам как можно больше! |

The Guardian:
|  | Эта украинская четвёрка, каждый со своей индивидуальностью, растопил моё каменное сердце. На самом деле, они могли бы пойти даже со мной домой, и я бы не жаловался. Им удаётся заставить хохотать и молодых, и старых. Это, несомненно, самые счастливые 90 минут, которые я провел на Fringe в этом году. Это шоу, которое приносит маленькую радость и почти мгновенно превращает всю аудиторию в сообщество. Удивительно, как быстро зрелые взрослые возвращаются в детство, получив возможность разбрасывать вокруг себя бумагу и устраивать беспорядок. Шоу полно изобретательности и безумия, воспевая потерянное детство, а также затрагивает его страхи. |

The Guardian:
|  | Следующий день завершился семейной забавой: Mimirichi. Трудно сказать, чего ожидать от труппы украинских бумажных клоунов. Если бы не мой профессиональный интерес, я бы, как и большинство здравомыслящих людей, держался бы подальше от всего, в чём замешаны клоуны. Какое счастье, что я этого не сделал. Без слов и ничего, кроме простого реквизита и большого количества бумаги, четверо мужчин превратили бывший старый кинотеатр в игровую площадку. Используя простейший физический язык, они нашли способ обойти логику и построить абсурдный мир, который имеет совершенно новый смысл. Как будто попал в мультик. Есть особый вид смеха, вид, который раздаётся на горячей игровой вечеринке или за бросанием едой, который является бездумным ответом на чистый, невинный отказ. Такой смех можно получить только от присоединения, и он измотал меня через 75 минут Mimirichi. Осталось ровно столько энергии, чтобы подняться на бурные аплодисменты стоя - единственные, которые я видел до в этом году [на фестивале]. |